# Unschooling
Unschooling, também chamado de desescolarização, é um dos métodos do ensino doméstico ou ensino domiciliar. É um movimento contrário à ideia de que adquirir conhecimento dentro da escola é a única maneira de chegar ao sucesso profissional. Adeptos do conceito valorizam oportunidades educacionais ocorridas fora da escola, em casa, na comunidade, na Internet, em qualquer lugar. Criado na década de 1970, o termo incentiva a exploração das atividades domésticas realizadas pelas crianças, assim como sua curiosidade a respeito de qualquer tema, os livros que lê e até mesmo seus jogos preferidos.

## No Brasil
No Brasil, é obrigatória aos pais a matrícula dos filhos na educação básica a partir dos 4 (quatro) anos de idade. Segundo parecer do Conselho Nacional de Educação, a adoção da educação domiciliar dependeria de manifestação do legislador, que viesse a abrir a possibilidade, segundo normas reguladoras específicas. Em função da imposição legal à matrícula dos filhos, o próprio Poder Público, inclusive o Ministério Público, pode compelir judicialmente a matrícula de menores de idade em instituições de ensino. Além disso, os pais podem ser processados criminalmente por não levarem os filhos à escola, pelo crime de abandono intelectual, tipificado no artigo 246 do Código Penal Brasileiro. A criminalização auxilia o combate à evasão escolar.
Defensores do homeschooling e do unschooling alegam, no entanto, que segundo a jurisprudência do Supremo Tribunal Federal, os tratados internacionais sobre direitos humanos devidamente ratificados pelo Congresso Nacional (antes da Emenda 45)  teriam status supralegal. Isso quer dizer que esses tratados seriam hierarquicamente inferiores à Constituição (lei positiva máxima), mas superiores às demais leis. O ECA (Estatuto da Criança e Adolescente), que é uma lei ordinária, diz: “Os pais ou responsáveis têm a obrigação de matricular seus filhos ou pupilos na rede regular de ensino” (art. 55). Mas a Declaração Universal dos Direitos Humanos e a Convenção Americana dos Direitos Humanos (Pacto de São José da Costa Rica), que são tratados internacionais ratificados pelo Brasil, dizem: “Os pais têm prioridade de direito na escolha do gênero de instrução que será ministrada a seus filhos” (artigo 26.3 da Declaração Universal dos Direitos Humanos); “Os pais e, quando for o caso, os tutores, têm direito a que seus filhos e pupilos recebam a educação religiosa e moral que esteja de acordo com suas próprias convicções.” (Artigo 12.4 da Convenção Americana dos Direitos Humanos). Embora esses tratados apenas mencionem o direito de escolha dos pais, não citando explicitamente a educação fora da instituição escolar, seus defensores alegam que, sendo eles hierarquicamente superiores ao ECA e à Lei de Diretrizes e Bases da Educação Nacional (LDB), fariam com que não só o ECA e a LDB, mas qualquer outra lei que impedisse o unschooling e homeschooling perdessem a eficácia.
Essa visão, no entanto, foi descartada por entendimento do Supremo Tribunal Federal em 12/09/2018.

## Visão religiosa
Muitos defensores da educação fora da instituição escolar alegam motivos religiosos, dizendo terem direito à proporcionarem aos filhos uma educação inteiramente voltada a seus valores morais. Tal ideia, difundida principalmente por youtubers católicos e evangélicos, vem ganhando certa força em meio ao movimento conservador no Brasil.

A Doutrina oficial da Igreja Católica, entretanto, defende que, embora os pais devam indiscutivelmente ser os principais educadores dos filhos, essa responsabilidade deve ser dividida com outras instituições, principalmente a escola. Conforme esclarece o Compêndio da Doutrina Social da Igreja (nº 240):
"Os pais são os primeiros, mas não os únicos educadores de seus filhos. Compete-lhes, pois, a eles exercer com sentido de responsabilidade a sua obra educativa em colaboração estreita e vigilante com os organismos civis e eclesiais. [...] "Estas forças são todas elas necessárias, mesmo que cada uma possa e deva intervir com a sua competência e o seu contributo próprio». [...] Neste contexto, se coloca antes de mais o tema da colaboração entre a família e a instituição escolar. 
A Exortação Apostólica Amoris Laetitia, por sua vez, explica que a função dos pais deve ser de educação de valores, mas não a única referência nesse aspecto:
"Os pais necessitam também da escola para assegurar uma instrução de base aos seus filhos [...]. A tarefa dos pais inclui uma educação da vontade e um desenvolvimento de hábitos bons e tendências afectivas para o bem. [...] Esta formação deve ser realizada de forma indutiva, de modo que o filho possa chegar a descobrir por si mesmo a importância de determinados valores, princípios e normas, em vez de lhos impor como verdades indiscutíveis [nº 263/264]. Não é bom que os pais se tornem seres omnipotentes para seus filhos, de modo que estes só poderiam confiar neles, porque assim impedem um processo adequado de socialização e amadurecimento afectivo [nº 279]".
O Catecismo aponta o importante direito dos pais a escolherem uma escola de acordo com suas convicções, e cobra do Estado que lhes assegure este direito (nº 2229). Aos pais que se sentem insatisfeitos com os modelos educacionais oferecidos, é recomendado que procurem escolas católicas ou até mesmo que fundem e mantenham instituições escolares, as quais deveriam ser subsidiadas pelo poder publico:
"Os pais têm o direito de fundar e manter instituições educativas. As autoridades públicas devem assegurar que «se distribuam as subvenções públicas de modo tal que os pais sejam verdadeiramente livres para exercer o seu direito, sem ter de suportar ônus injustos [...]. Deve-se, portanto, considerar uma injustiça negar a subvenção econômica pública às escolas não estatais que dela necessitem e que prestam um serviço à sociedade civil" [CDSI, nº 241]. 
Por fim, a Exortação Apostólica Familiaris Consortio ressalta que, mesmo quando apresenta valores contrários, a escola não deve ser encarada como a única força formadora dos filhos [nº 40]:
"Se nas escolas se ensinam ideologias contrárias à fé cristã, cada família juntamente com outras, possivelmente mediante formas associativas, deve com todas as forças e com sabedoria ajudar os jovens a não se afastarem da fé. Neste caso, a família tem necessidade de especial ajuda da parte dos pastores, que não poderão esquecer o direito inviolável dos pais de confiar os seus filhos à comunidade eclesial". 